# Olga Danilova
Pour les articles homonymes, voir Danilova.
Olga Valerievna Danilova (en russe : Ольга Валерьевна Данилова), née le 6 octobre 1970 à Bougoulma, en RSSA tatare (RSFS de Russie, Union soviétique), est une skieuse de fond russe

## Biographie
Après un titre olympique sur 10 km classique obtenu lors des Jeux de Nagano, titre complété par le titre olympique du relais et une médaille d'argent, elle est l'une des principales candidates aux médailles lors des jeux olympiques d'hiver de 2002 à Salt Lake City.
Elle surprend ainsi sa compatriote et grande favorite Larisa Lazutina lors du 10 km poursuite puis remporte une médaille d'argent sur le 10 km classique. Puis, après l'épreuve du 30 km où elle termine 8e, elle est contrôlée, ainsi que Lazutina, vainqueur de l'épreuve, positive à un produit permettant d'augmenter le nombre de globules rouges dans le sang. 
Dans un premier temps, le CIO décide de ne pas lui retirer ses médailles, le produit détecté ne figurant pas à l'époque sur la liste des produits interdits. Après de longues procédures, les médailles lui sont finalement retirées en 2004, comme elles l'ont également été dans le cas de sa compatriote Lazutina et de l'Espagnol Johann Mühlegg.

## Palmarès

### Jeux olympiques d'hiver
- Jeux olympiques d'hiver de 1998 à Nagano
  - médaille d'or 10 km classique
  - médaille d'or du relais 4 × 5 km
  - médaille d'argent 5 km + 10 km poursuite

### Championnats du monde
- Championnats du monde de ski nordique 1995 - Thunder Bay
  - médaille d'or du relais 4 × 5 km
  - médaille de bronze 15 km poursuite
- Championnats du monde de ski nordique 1997 - Trondheim
  - médaille d'or du relais 4 × 5 km
  - médaille de bronze 5 km classique
- Championnats du monde de ski nordique 1999 - Ramsau
  - médaille d'or du relais 4 × 5 km
  - médaille d'argent 5 km classique
  - médaille d'argent 30 km classique
- Championnats du monde de ski nordique 2001 - Lahti
  - médaille d'or du relais 4 × 5 km
  - médaille d'argent 10 km classique
  - médaille d'argent 15 km classique
  - médaille de bronze 15 km poursuite

### Coupe du monde
- 4e du classement général de la Coupe du monde en 1995 et 2000
  - 15 podiums en épreuve individuelle : 4 victoires, 7 deuxièmes places et 4 troisièmes places.
  - 13 podiums en épreuve par équipes : 11 victoires, 1 deuxième place et 1 troisième place.

#### Détail des victoires individuelles
| Data             | Località                | Nazione  | Spec.                                                                          |
| ---------------- | ----------------------- | -------- | ------------------------------------------------------------------------------ |
| 15 janvier 1995  | Nové Město na Moravě    | Tchéquie | 4x5 km TC (avec Nina Gavriliouk, Larisa Lazutina et Elena Välbe)               |
| 7 février 1995   | Hamar                   | Norvège  | 4x3 km TL (avec Nina Gavriliouk, Larisa Lazutina et Elena Välbe)               |
| 12 février 1995  | Oslo                    | Norvège  | 4x5 km (avec Nina Gavriliouk, Larisa Lazutina et Elena Välbe)                  |
| 15 décembre 1996 | Brusson                 | Italie   | 4x5 km (avec Nina Gavriliouk, Lioubov Iegorova et Elena Välbe)                 |
| 16 mars 1997     | Oslo                    | Norvège  | 4x5 km (avec Nina Gavriliouk, Svetlana Nagejkina et Elena Välbe)               |
| 7 décembre 1997  | Santa Caterina Valfurva | Italie   | 4x5 km (avec Elena Välbe, Julija Tchepalova et Larisa Lazutina)                |
| 14 décembre 1997 | Val di Fiemme           | Italie   | 4x5 km (avec Svetlana Nagejkina, Elena Välbe et Larisa Lazutina)               |
| 8 mars 1998      | Lahti                   | Finlande | 4x5 km (avec Larisa Lazutina, Nina Gavriliouk et Julija Tchepalova)            |
| 29 novembre 1998 | Muonio                  | Finlande | 4x5 km (avec Anfisa Reztsova, Svetlana Nagejkina et Nina Gavriliouk)           |
| 19 décembre 1998 | Davos                   | Suisse   | 15 km TC                                                                       |
| 20 décembre 1998 | Davos                   | Suisse   | 4x5 km (avec Svetlana Nagejkina, Larisa Lazutina et Nina Gavriliouk)           |
| 18 décembre 1999 | Davos                   | Suisse   | 15 km TC                                                                       |
| 11 mars 2000     | Oslo                    | Norvège  | 30 km TC                                                                       |
| 27 novembre 2001 | Kuopio                  | Finlande | 4x5 km (avec Natalia Baranova-Masolkina, Nina Gavriliouk et Julija Tchepalova) |
| 5 janvier 2002   | Val di Fiemme           | Italie   | 10 km PU                                                                       |

Légende :

TC = classique

TL = libre

MS = départ en masse

HS = départ avec handicap

PU = poursuite